# Boleophthalmus dussumieri
Boleophthalmus dussumieri là một loài cá trong họ Oxudercidae